# De Bay College
Het de Bay College of Baiuscollege (1614-1797) was een college van de oude universiteit Leuven, in de Zuidelijke Nederlanden. Het was gelegen tussen het Hogeschoolplein en de Tiensestraat; vandaag staat het Jan Cobbaertplein op deze plek.

## De Bay College

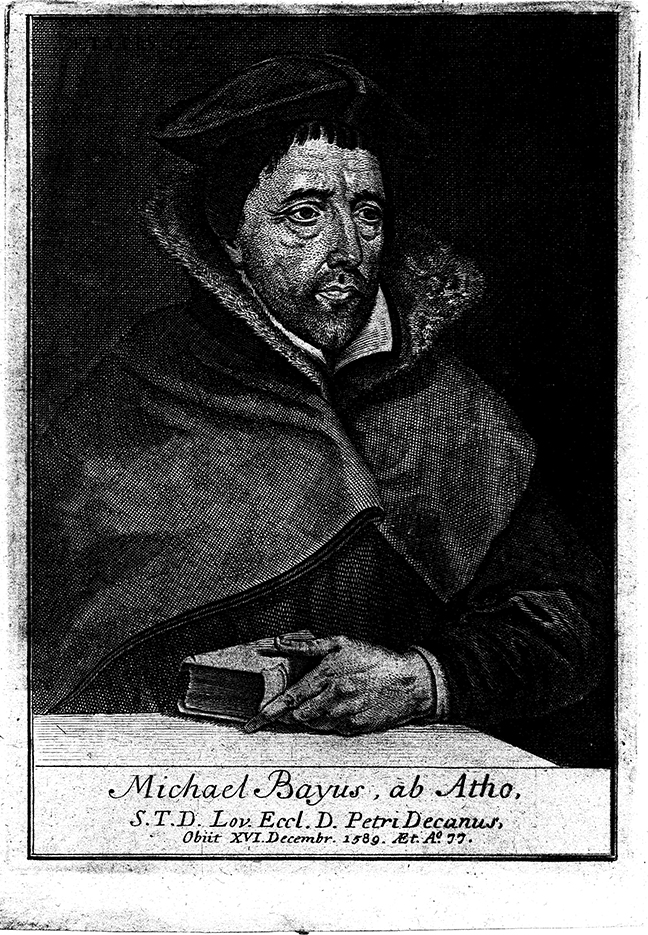
De erfenissen van Michel de Bay (tekening) en neef Jacques de Bay gingen naar het de Bay College.

Hoogleraar en theoloog Jacques de Bay woonde in een huis in de Tiensestraat, tegenover de Pedagogie De Valk. Hij was een neef van die andere hoogleraar en theoloog Michel de Bay. Jacques de Bay kocht enkele huizen en huisjes tussen de Tiensestraat en het Hogeschoolplein. Dit gaf hem een directe doorgang naar het Pauscollege. Bij de dood van Jacques de Bay (1614) gingen de erfenissen van hemzelf en van zijn oom Michel naar de oprichting van het de Bay College. Dit college verschafte onderwijs en huisvesting aan studenten theologie. Egide de Bay, een neef van Jacques de Bay, werd de eerste president van het priestercollege de Bay.
In 1750 werd een groot complex opgetrokken met 3 grote vleugels en een binnentuin. Tijdens het Frans bestuur in Leuven werd de universiteit afgeschaft. Het de Bay college werd hierbij opgedoekt. De grote vleugel van het de Bay college aan de Tiensestraat werd bovendien met de grond gelijk gemaakt. Een deel van het college aan het nieuw aangelegde Hogeschoolplein ging in privé-handen (1810); resten van de tuinmuur van het college bestaan vandaag nog. 

## Kazerne de Bay
Het grootste gebouw dat nog overeind bleef, was de collegevleugel vlak naast het Pauscollege aan het Hogeschoolplein. De de Bay kazerne werd achtereenvolgens gebruikt door de Franse infanterie, door het Nederlandse leger (1815-1830) en nadien de Belgische infanterie. Het kon tot 750 infanteriesoldaten huisvesten in de 19e eeuw. Vanaf 1873 werd een deel van de kazerne gebruikt als gemeenteschool.
In de 2e wereldoorlog liep de kazerne zware schade op. Na de 2e wereldoorlog diende de kazerne als gevangenis voor Leuvenaars verdacht van collaboratie met de Duitsers. De kazernegebouwen werden progressief gesloopt. De kelders van de kazerne bestaan vandaag nog.

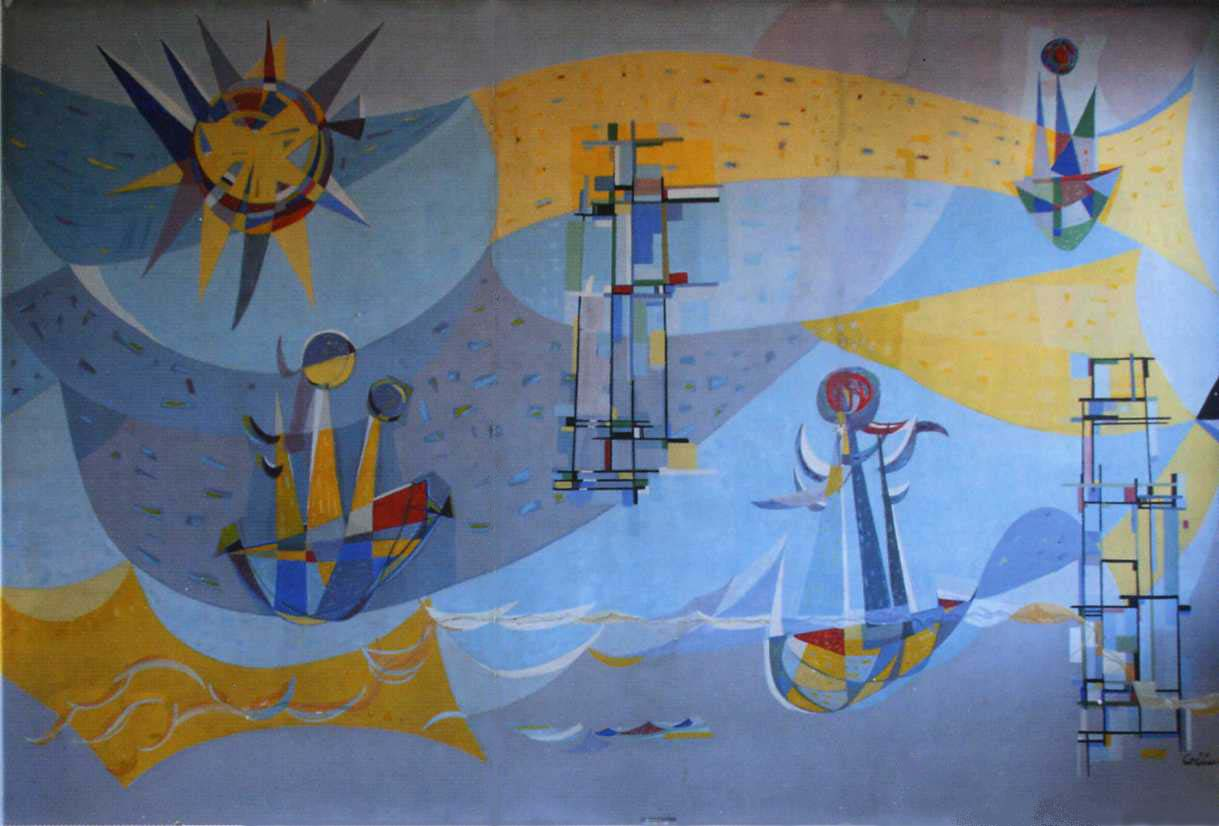
Strand, Zon, Zee en ...

## Zwembad
Van 1956 tot 2006 stond op de plaats van de Kazerne de Bay het stedelijk zwembad van Leuven. Aan de ingang stond de muurfresco van de Leuvenaar Jan Cobbaert: Strand, Zon, Zee en .... Nadien werd het zwembad (met kunstwerk) afgebroken om plaats te maken voor nieuwe woningen. De woningen staan aan een verbindingsplein tussen de Tiensestraat en het Hogeschoolplein: het Jan Cobbaertplein. 